# Macrocéfalos
Los macrocéfalos (cuyo significado es de gran cabeza) eran los miembros de un pueblo de la Antigüedad que vivían en una zona del noreste de Anatolia. 
En el Periplo de Pseudo-Escílax se dice que vivían en la ciudad de Trapezunte así como en el puerto de Psoro. Eran vecinos de los bequires y de los mosinecos.
Plinio, al enumerar a los pueblos de la región Temiscirena, los cita a continuación de los mosinecos y antes de la ciudad de Cerasunte. Pomponio Mela los enumera junto a los bequires y los buxeros.